# 신솔이
신솔이(2004년 7월 14일~)는 대한민국의 체조 선수이다. 2024년 하계 올림픽에 대한민국 국가대표로 참가했다.

## 경력
신솔이는 2004년 7월 14일 충청북도 충주시에서 태어났다.  남산초등학교 1학년 때부터 체조를 시작했다. 그녀는 충주남산초등학교, 충주예성여자중학교, 충북체육고등학교를 졸업했다.
2021년에 처음으로 전국 체조 선수권 대회 종합 우승을 달성했으며 같은 해 10월 일본 기타큐슈에서 열린 2021년 세계 선수권 대회에 참가하여 개인종합 11위에 올랐다. 이는 대한민국 여자 체조 선수가 세계 선수권 대회에서 달성한 가장 높은 순위이다. 
2022년 6월 카타르 도하에서 열린 아시아 선수권 대회에 참가했으며 단체전 은메달을 획득했다. 같은 해 10월에는 영국 리버풀에서 열린 2022년 세계 선수권 대회에 출전했고 단체전에서 13위를 기록했다. 이듬해인 2023년 6월 싱가포르에서 열린 아시아 선수권 대회에 참가했으며 은메달 2개, 동메달 1개를 획득했다. 9월에는 벨기에 안트베르펜에서 열린 2023년 세계 선수권 대회에 참가했으며 단체전에서 11위에 올랐다.
신솔이는 2024년 7월 프랑스 파리에서 열린 2024년 하계 올림픽에 참가했다.